# Бумеранг
Вижте пояснителната страница за други значения на Бумеранг.
Бумерангът е оръжие, изобретено от австралийските аборигени.
Изработва се от твърдо дърво и освен за лов и война се използва и като музикален инструмент в ритуалните церемонии. Употребата му като оръжие изисква определена сръчност. При летеж бумерангът описва сложна крива и при прецизно мятане се връща в точката, от която е хвърлен. Австралийските аборигени основно са го използвали като оръжие за лов на птици. Много често в аборигенското изкуство бумерангът се украсява с рисунки.
Създаден е по метода на опита и грешката от пръчката за хвърляне. Много други народи притежават подобни уреди, например Древните египтяни, племето пуебуло зуни в Северна Америка и други, но никъде уредът не е достигнал подобно съвършенство.
Класическият бумеранг е плосък с 2 рамена, сключващи определен ъгъл по между си. Днес се изработват и бумеранги с повече от 1 рамо, с овална форма и пр. Хвърлен правилно бумеранг лети почти 30 метра преди да се върне.
Човекът, поставил рекорд от 525 последователни хвърляния и хващания на бумеранг, е Хосе Драмонд от Бразилия. На 20 ноември 2005 г. започва в 8 ч. без никакви загряващи опити и завършва сериите в 10:32 ч. – средно на всеки 17 секунди в продължение на повече от 2 часа и половина, без нито веднъж да остави бумеранга да падне на земята.